# SSD Ischia Calcio
Società Sportiva Dilettantistica Ischia Calcio, zkráceně jen Ischia je italský fotbalový klub hrající v sezóně 2024/25 ve 4. italské fotbalové lize sídlící ve městě Ischia v regionu Kampánie.

## Změny názvu klubu
- 1922/23 – 1924/25 – Robur Ischia (Robur Ischia)
- 1925/26 – 1927/28 – Robur et Energea Ischia (Robur et Energea Ischia)
- 1928/29 – 1932/33 – DL Ischia (Dopolavoro Littorio Ischia)
- 1933/34 – 1936/37 – FGC Ischia (Fascio Giovanile di Combattimento Ischia)
- 1937/38 – 1944/45 – GIL Ischia (Gioventù Italiana del Littorio Ischia)
- 1945/46 – 1959/60 – AC Ischia (Associazione Calcio Ischia)
- 1960/61 – 1961/62 – US Ischia Bagnolese (Unione Sportiva Ischia Bagnolese)
- 1962/63 – 1966/67 – AS Ischia (Associazione Sportiva Ischia)
- 1967/68 – 1997/98 – AS Ischia Isolaverde (Associazione Sportiva Ischia Isolaverde)
- 1998/99 – CC Isola d'Ischia (Comprensorio Calcistico Isola d'Ischia)
- 1999/00 – 2004/05 – AC Ischia (Associazione Calcio Ischia)
- 2005/06 – 2006/07 – AS Ischia Benessere & Sport (Associazione Sportiva Ischia Benessere & Sport)
- 2007/08 – 2010/11 – AS Ischia Isolaverde (Associazione Sportiva Ischia Isolaverde)
- 2011/12 – 2016/17 – SS Ischia Isolaverde (Società Sportiva Ischia Isolaverde)
- 2017/18 – ASD Rinascita Ischia Isolaverde (Associazione Sportiva Dilettantistica Rinascita Ischia Isolaverde)
- 2018/19 – SSD Ischia Calcio (Società Sportiva Dilettantistica Ischia Calcio)

## Získané trofeje

### Vyhrané domácí soutěže
- 4. italská liga ( 1× )

1990/91
- 5. italská liga ( 5× )

1964/65, 1982/83, 2012/13, 2020/21, 2022/23

## Účast v ligách
| Úroveň soutěže | Název soutěže (nynější název) | První hraná sezona | Poslední hraná sezona | celkem odehraných sezon |
| -------------- | ----------------------------- | ------------------ | --------------------- | ----------------------- |
| 3              | Serie C                       | 1987/88            | 2015/16               | 12                      |
| 4              | Serie D                       | 1960/61            | 2024/25               | 22                      |
| 5              | Eccellenza                    | 1952/53            | 2022/23               | 25                      |